# Gitaarconcert nr. 2 (Hovhaness)
Alan Hovhaness componeerde zijn Gitaarconcert nr. 2 in 1985. Het concert is geschreven voor gitaar en strijkinstrumenten.Het was geschreven in opdracht van de gitarist Narciso Yepes, doch lang heeft de gitarist niet van het werk kunnen genieten, hij was door ziekte aan het bed gekluisterd. Zeven jaar na de première overleed de gitarist en daarmee belandde het concert op de planken.
Het is een klassiek concerto waarbij de partij van de solist tegenover die van de begeleiders is geplaatst. In dit geval niet zo zeer qua stemming, maar de tegenstelling in klank is het eerste dat in het oog / oor springt, de scherpe omlijnde klanken van het getokkel van de gitaar tegenover de brede klanken van de strijkende snaarinstrumenten. Zelfs in de passages dat de strijkers plukken, blijft het verschil aanwezig. Daartussen in beweegt dan nog een partij voor de harp; weliswaar een tokkelinstrument, maar hier met een beduidend minder harde aanslag dan de gitaar. De combinatie harp en gitaar had de componist eerder gebruikt in zijn Spirit of Trees.

## Delen
1. Andante, allegro vivace
2. Allegro giusto
3. Andante misterioso con nobilita
4. Adagio, allegro giusto

De delen 2 en 4 zijn geschreven in een steeds wisselende maatsoort.